# 布洛涅的瑪麗
布洛涅的瑪麗（法語：Marie de Boulogne，1136年—1182年7月25日），是英格蘭國王史蒂芬和瑪蒂爾德一世的女兒，1159年至1170年封為布洛涅女伯爵。
她生于其父登基1年后，有兄弟尤斯塔斯、吉约姆和博多因，妹妹马蒂尔达。
玛丽被送到肯特州利勒丘奇修道院，后来被轉到了其叔父温彻斯特主教布盧瓦的亨利所建的汉普郡的罗姆西修道院，成为了修女。斯蒂芬死后，马蒂尔达皇后的儿子继位为亨利二世。次年，玛丽被选为罗姆西修道院院长。1159年其弟吉约姆死于圖盧茲，没有子女。玛丽继位为布洛涅女伯爵。
1160年，亞爾薩斯的馬修从修道院绑架了玛丽，并强迫她违背宗教誓言嫁给他。因此，他通过妻权成为了布洛涅伯爵和共同统治者。1161年12月18日，教宗歷山三世给兰斯大主教写了一封信，信中讨论了马修绑架阿尔萨斯的玛丽及其随后的被迫婚姻。
玛丽与马修的婚姻于1170年宣告无效。就在同一年，玛丽在卢汶生下了他们的小女儿瑪蒂爾德。
取消婚姻后，玛丽在蒙特勒州圣奥斯特巴特重新开始了本笃会修女的宗教生活，于1182年7月25日去世，享年46岁。她的前夫马修继续担任布洛涅伯爵，直到1173年去世，玛丽的兩個女兒，大女儿伊達继任女伯爵。伊达的女儿马蒂尔达二世去世后，布洛涅伯国移交给了玛丽的次女马蒂尔德的女儿--布拉班特的阿德莱德。
| 布洛涅的瑪麗 布盧瓦王朝出生于：1136年逝世於：1182年7月25日 | 布洛涅的瑪麗 布盧瓦王朝出生于：1136年逝世於：1182年7月25日  | 布洛涅的瑪麗 布盧瓦王朝出生于：1136年逝世於：1182年7月25日 |
| 法國貴族爵位                                               | 法國貴族爵位                                                | 法國貴族爵位                                               |
| ---------------------------------------------------------- | ----------------------------------------------------------- | ---------------------------------------------------------- |
| 前任者： 吉约姆一世                                        | 布洛涅女伯爵 1159年–1170年 與馬修同時在任 （1160年—1170年） | 繼任者： 馬修                                              |